# Sarawut Sirironnachai
Sarawut Sirironnachai, né le 23 août 1992, est un coureur cycliste thaïlandais. Il évolue au sein de l'équipe Thailand Continental.

## Biographie
En 2012 et 2013, Sarawut Sirironnachai fait partie de l'équipe du Centre mondial du cyclisme.

## Palmarès sur route

### Par années
- 2011
  -  Médaillé d'or du contre-la-montre par équipes aux Jeux d'Asie du Sud-Est
- 2013
  -  Médaillé d'argent du contre-la-montre par équipes aux Jeux d'Asie du Sud-Est
- 2019
  -  Médaillé d'or du contre-la-montre par équipes aux Jeux d'Asie du Sud-Est
  -  Médaillé d'or de la course en ligne aux Jeux d'Asie du Sud-Est
  -  Médaillé d'or de la course en ligne par équipes aux Jeux d'Asie du Sud-Est
  - 5e étape du Tour de Thaïlande
  - 3e du championnat de Thaïlande du contre-la-montre
- 2020
  -  Champion de Thaïlande du contre-la-montre
  - 3e et 4e étapes du Tour de Thaïlande
  - 2e du Tour de Thaïlande
- 2021
  -  Champion de Thaïlande sur route
  - 3e étape du Tour de Thaïlande
  - 1re étape du Tour de CMU (contre-la-montre)
  - 2e du championnat de Thaïlande du contre-la-montre
  - 3e du Tour de Thaïlande
- 2022
  -  Médaillé d'argent du critérium des Jeux d'Asie du Sud-Est
  - 2e du championnat de Thaïlande sur route
- 2023
  - 1re étape du Tour de CMU (contre-la-montre)
  - 6e étape du Tour de Thaïlande
  - Masters Tour of Chiang Mai :
    - Classement général
    - 2e et 4e (contre-la-montre) étapes

  - 2e du championnat de Thaïlande du contre-la-montre
  - 2e du championnat de Thaïlande sur route
  - 3e du Tour de CMU
- 2024
  - 1re étape du Tour de CMU (contre-la-montre)
  - Tour of Lanna :
    - Classement général
    - 6e étape

  - 3e du championnat de Thaïlande du contre-la-montre
  - 3e du championnat de Thaïlande sur route
  - 7e du championnat d'Asie sur route
- 2025
  -  Champion de Thaïlande sur route

### Classements mondiaux
| Année                                 | 2011 | 2012 | 2013 | 2014 | 2015 | 2016 | 2017 | 2018 | 2019  | 2020 | 2021 | 2022 | 2023 | 2024 |
| ------------------------------------- | ---- | ---- | ---- | ---- | ---- | ---- | ---- | ---- | ----- | ---- | ---- | ---- | ---- | ---- |
| Classement mondial                    |      |      |      |      |      | nc   | nc   | 723e | 1120e | 264e | 906e | 496e | 451e | nc   |
| UCI Asia Tour                         | 332e | nc   | nc   | 427e | nc   | nc   | nc   | 69e  | 63e   | 4e   | 30e  | 15e  | 24e  | 20e  |
|                                       |      |      |      |      |      |      |      |      |       |      |      |      |      |      |
| Légende : nc = non classéSource : UCI |      |      |      |      |      |      |      |      |       |      |      |      |      |      |

## Palmarès sur piste

### Jeux d'Asie du Sud-Est
- Nilai-Putrajaya 2017
  -  Médaillé d'argent de la poursuite par équipes
  -  Médaillé de bronze de la poursuite individuelle

### Jeux asiatiques et d'arts martiaux en salle
- Achgabat 2017
  -  Médaillé de bronze de la poursuite par équipes[1].

### Championnats nationaux
- 2021
  - 2e du championnat de Thaïlande de poursuite